# حديث سلسلة الذهب
حديث سلسلة الذهب أو السلسلة الذهبية، حديث مروي عن علي ابن موسی الرضا المكنَّى بأبي الحسن، وهو الإمام الثامن من أئمة الشيعة الإمامية عند مروره بمدينة نيسابور أثناء مسيره إلى مرو، بعدما أحضره المأمون من المدينة. فعندما استشعر أهلُ المدينة بوصوله إلي قرب ديارهم خرجوا من البيوت وأحاطوا بقافلته، واجتمعوا حولَ محمله، وقالو:"يا بنَ رسول الله نريد أن نأخذَ من علمك ونسمع كلامك". فاستجاب لطلبهم وذكر لهم حديثَ سلسلة الذهب، ورواه عن أبيه عن آبائه عن النبيِّ محمد ﷺ.

## مصادر الحدیث

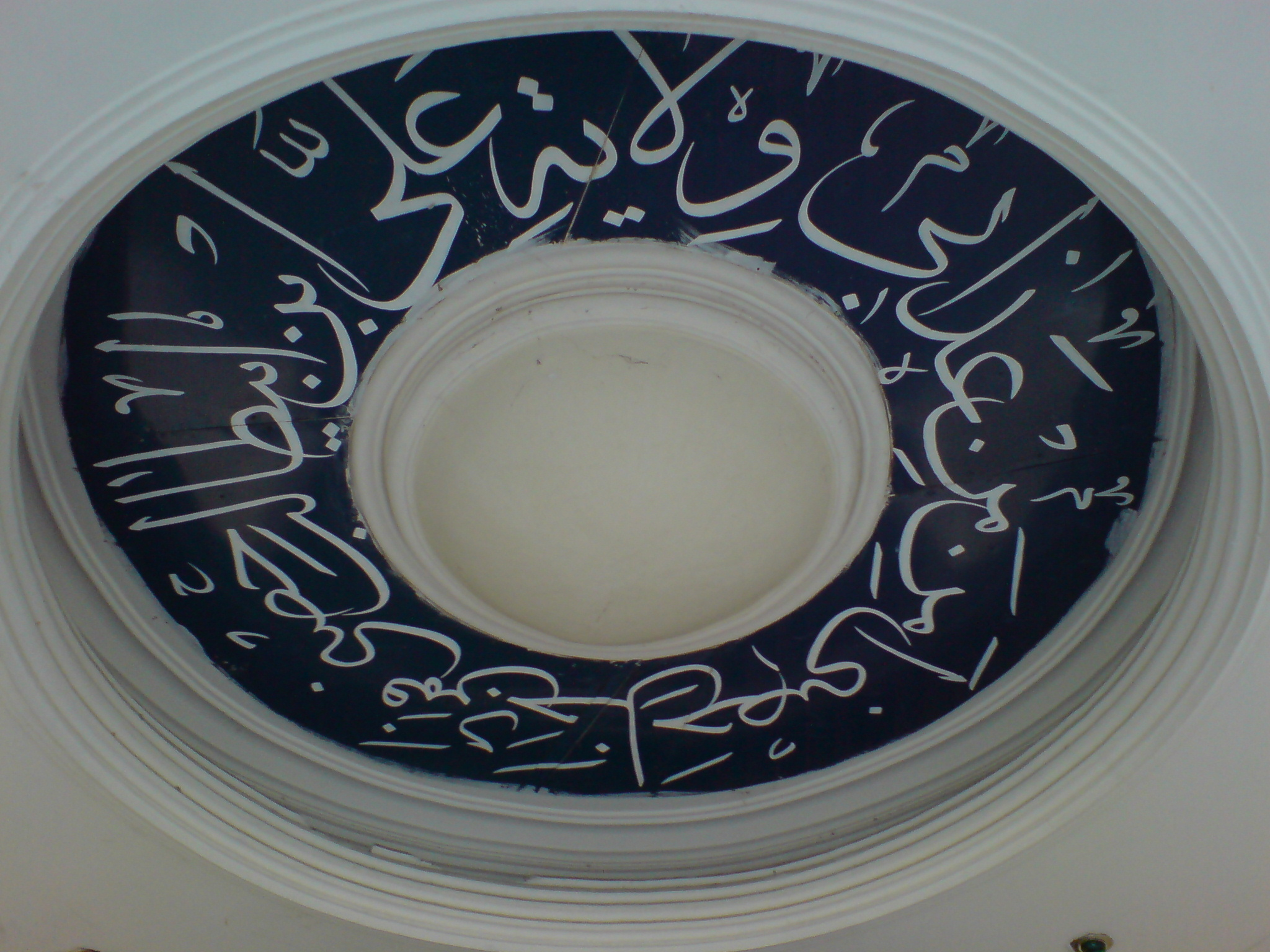
مكتوبة خطية للحديث على سقف مكتبة الغدير الواقعة في نيسابور.

## شرح الحديث

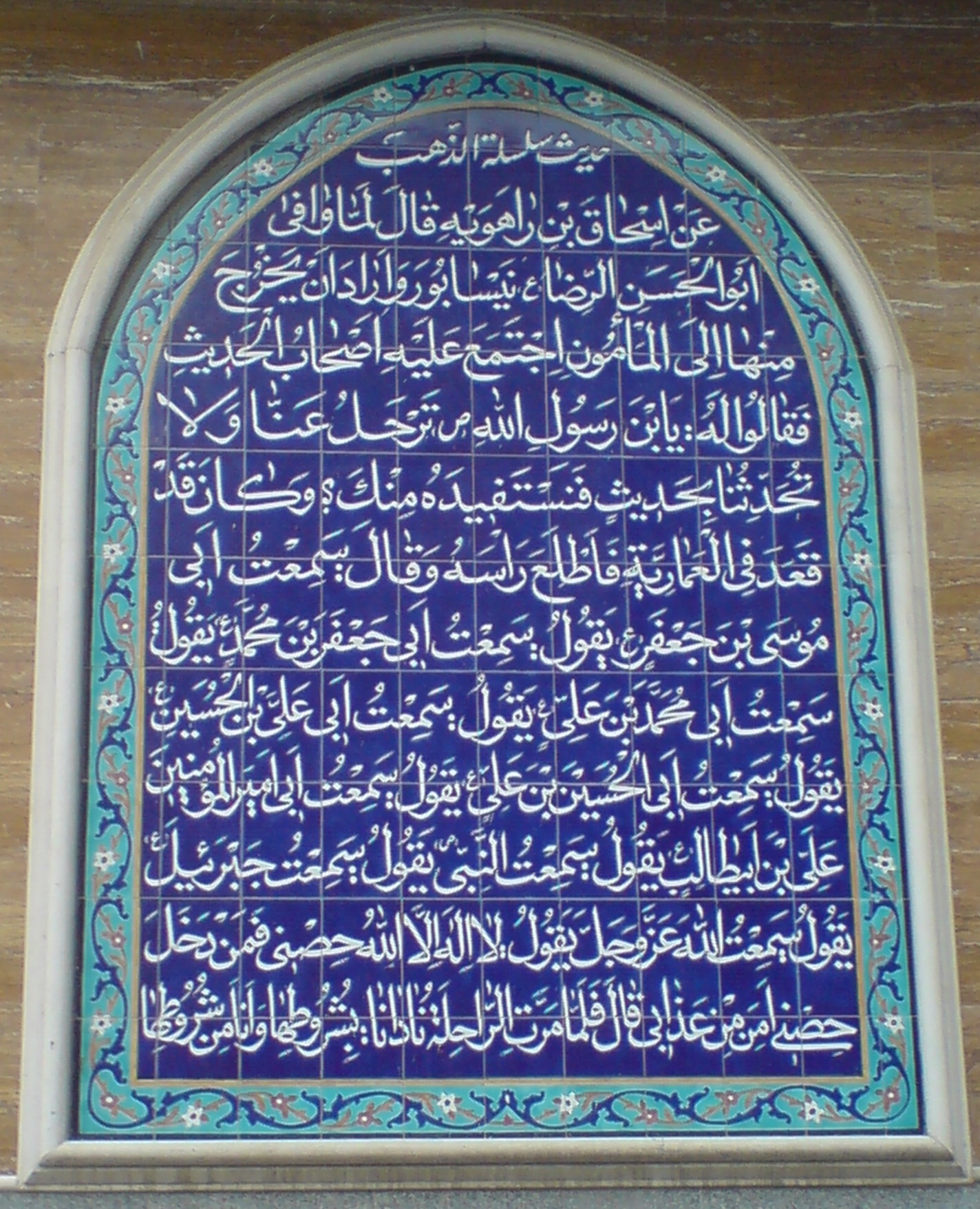
کتابة حديث السلسلة الذهبية علی الجدار في نیسابور.